# 蜿蜒河
蜿蜒河，位于中华人民共和国黑龙江省鹤岗市绥滨县，原为一条时令河，1975年改造成为人工排水河道。蜿蜒河西起新富乡东部的大片沼泽，向东至绥东镇东方村（原东方乡）转向东北，于二九零农场五分场东北分为两支，一支向东北注入松花江，一支向北汇入黑龙江。河长92.4千米，弯曲系数1.9～2.1，河宽50～150米，水深1～1.5米，河道比降0.1‰～0.125‰，流域面积1230平方千米。年均径流量0.92亿立方米。蜿蜒河上、中有河道弯曲，时断时续；下游虽有明显河槽但泄水能力很小，易受松花江水顶托，极易泛滥成灾。经过多年治理，现蜿蜒河流域多被开垦为耕地，盛产水稻、大豆、玉米等，是中国重要的商品粮基地。